# Estação Ferroviária de Jean Monnet
A Estação Ferroviária de Jean Monnet é uma interface encerrada da Linha do Tua, situada na cidade de Mirandela, em Portugal.

## História
A estação está situada no lanço da Linha do Tua entre Mirandela e Romeu, que abriu à exploração em 2 de Agosto de 1905. A linha foi encerrada entre Mirandela e Bragança em 15 de Dezembro de 1991, tendo o lanço entre Carvalhais e Mirandela sido reaberto em 28 de Julho de 1995, como parte do programa do Metro de Mirandela.

A 14 de dezembro de 2018 os serviços feroviários do Metro de Mirandela foram suspensos.